# 官生
官生（かんしょう）とは、琉球王国において王命により中国（明・清）の国子監に派遣された留学生。後の官費留学生に該当する。

## 概要
官生制度は中山・察度王時代の1392年（洪武25年）に始まり、日本本土維新直後の1869年（同治8年、明治2年）までの約477年間にわたって、述べ100名余りが派遣され、その中81名が国子監に入監して儒学をはじめ史学・詩文などを中心に7・8年前後学び、帰国後は琉球王府の要職に就いた他、中国の新しい知識・文化などを琉球にもたらした。
派遣に際しては琉球側から官費が支給されたが、留学中の学費や滞在費用は殆どが中国側が負担した。官生の派遣（定員は4人）は琉球の新国王が冊封を受ける年に行われる例であったため、回数としては24期にわたった。当初は王及び高官の子弟から、次いで久米村から選ばれる事とされたが、後に首里と久米村とから半数宛が選抜されるようになったため、久米村民（くにんだんちゅ）はこれに反発、官生騒動（かんしょうそうどう）を起こしている（後述）。
なお、官生には副官生が付けられたがこれを官生供（かんしょうく）と言い、また官生とは別に半官費乃至私費の留学の制度もあり、こちらは勤学（きんがく）といった。

## はじまり
明国代の1372年（洪武5年）、三山鼎立時代の琉球において時の中山王察度が明に通じたのを契機として他の二山王も明へ進貢してより20年後、1392年（洪武25年）に中山、南山両国王が王子及び陪臣の子弟を太学へ入学させたのが官生の初めと言われる。

## 尚真王時代
当初の王及び陪臣の子弟から成る官生は、遊逸の性もあったためか成績も悪く、また長期の留学に耐えられる者が少なく、悉く失敗に終わったため、中央集権化を果たした第二尚氏3代尚真王はこれに替って中国系住民が多い久米村出身者から官生を選出するように制度を改訂し、成化17年（1481年）の第11回目の派遣以後、久米村民が官生の地位を独占的に占めるようになった。
久米村人は久米三十六姓とも総称されるが、洪武26年（1393年）に琉球に帰化した閩（びん）人（古閩族）の子孫とされており、帰化から120余年しか経っていない事もあって、官生に選ばれる事は伊波普猷をして「あたかも植民地から本国へ遊ぶが如く」と言わせ、いずれも修了の上で帰国を果たし、以後その多くが通訳や外交文書の作成、造船や航海といった外交に重要な働きをなし、中には謝名利山のように官生から立身して三司官に至る者が現れると、久米村における一種の既得権益と化した。

## 尚温王時代以前
時代が降り18世紀、康煕、乾隆の年代にもなると久米村人も琉球に同化してしまい、官生の質も低下したらしく派遣されながら早々に口実を設けて帰国を願う有様で、一方で同じく久米村から多く輩出した勤学は、修学に励んだ事と官生が冊封毎に派遣される臨時的なものでもあったため、次第に官生に代わる地位を占めるようになった。程順則・名護親方寵文や三司官に就いた蔡温がこれである。
乾隆23年（1758年）、蔡世昌が官生に選ばれたが、親類である蔡温から留学中は「詞章の学を専にしないで、治国平天下の道を学んで来るように」と諭されたため、政治学を専攻して乾隆27年に官生史上稀な好成績で国子監を卒監、帰国した。しかし、「治国平天下の道」を専にしたために詩文が拙であったためか郷党に受け容れられず、世昌は久米村から離れて首里の人士に交わり、勤学ながらも三司官まで登り詰めて政権を担った蔡温の道を目指すようになり、これが官生騒動を引き起こす遠因ともなった。

## 官生騒動

### 発端
1796年（嘉慶元年）、世昌は久米村人による官生の独占とその質の低下を憂慮した尚温王に対して、官生候補者を育成するための公設学校を設置するよう建言、王は翌2年に世昌を国師に任じ、12月にその建言を承けて表十五人による僉議がなされ、官生を久米村・首里から半分ずつ選ぶことと公設学校（後の国学）を設置する方針が打ち出され、翌々3年1月には久米村にその旨とともに異議がある場合は申し出るよう布達を行った。久米村にとっては死活に関わる問題であったが、急なことでもあり俄に反対する術を持たないまま熟議を重ねる中に、王府は同年4月23日に重ねて同村に対し選抜試験を行って講談師匠を差し出すよう通達し、6月には講談師匠の任命を済ませる等、着々と新制度下での官生派遣の準備を進めた。
同年7月1日、久米村から始めて都通事以下秀才の意見書を添えた「諸大夫吟味書」なる反対意見書が提出され、王府と久米村との間で交渉が行われたが妥協には至らず、遂に同月9日付で三司官名義で久米村の惣役長史（そうやくちゃぐし）宛の王命に服すように諭した命令書が発せられ、ここに反発する久米村側からの反対運動、所謂官生騒動が始まった。

### 顛末
久米村側は王府や薩摩藩にも訴えを起こしたが、抗議の示威として同村出身であるにも拘わらず制度改革を建言した世昌や、国子監における世昌の同期生である鄭孝徳を郷党の裏切者として糾弾し、久米村にあった彼等の邸宅や家族を襲撃した。これに対して同年8月12日に平等所（ひらじょ）が久米村の長史（ちゃぐし）を召還して直ちに停止するよう注意を与えたが、暴動はなお収まらず、激怒した王府は同14日に主導者や久米村の主だった人たちの逮捕・拘留を命じ、政府要人を含めた多数の人々が処分された。口碑によれば、逮捕者は平等所で拷問を受けたといい、また拘留者は相互に役人に解らぬよう中国語で会話をし、難を逃れた久米村民も平良市場の高所から獄中の彼等に中国語で通信したという。
騒動鎮圧とほぼ同時期（同年9月）、尚温王は林家槐に命じて『国学訓飭士子諭（こくがくししにくんちょくするのゆ）』を草せしめ、改革の意図する所を明らかにしたが、当代の官生派遣に際しては、4人が付けられる事となっていた官生供の半数を官生ともども久米村から出して欲しいとの要望が同村側からあり、騒動後の人心を和らげる目的もあってこれを許している。
騒動の落着によって官生改革と国学設置が実現し、幅広い人材が官生に選ばれるようになったものの、騒動自体は金文和などの優れた人材が連座して罪に問われ、蔡世昌も憂死するなど大きな犠牲も払うことになった。

## 尚温王時代以後
尚温王が草せしめた『国学訓飭士子諭』において、官生候補者に学問を修めて国に益する者は身分に拘わらず国政に重用する旨の宣言がなされ、1800年（嘉慶5年）に尚温王の御冠船（おかんせん）が来着すると国学奉行が設けられ、翌6年2月には王が親から「海邦養秀」の4字を大書して琉球の今後の教育に対する理想を掲げた。同年10月に国学が落成すると、以後琉球処分に至るまで、王立学問所として久米村に代わる琉球王国の教育を指導する場となった。